# Josep González i Sala
Josep González i Sala (Llimiana, 1945) és un empresari català, que exercí de president de la patronal de les pimes catalanes durant més de 30 anys. En concret, va ser president de Sefes de 1990 a 1997 fins que Sefes es va fusionar amb PIMEC passant a ser president de PIMEC-Sefes. A l'any 2006 l'organització patronal va adoptar la marca única PIMEC i va continuar sent el president fins al 2021
Fou director i accionista majoritari de l'empresa Furas, fins que part d'ella fou venuda l'any 2007 a l'empresa alemanya Leoni. A partir de 2007 adquirí l'empresa Naus Piera.
A nivell patronal, fou president de Sefes, organització empresarial del Baix Llobregat creada el 1976, fins que es fusionà amb Pimec l'any 2007. La nova entitat, que s'anomenà inicialment Pimec-Sefes, esdevingué referencial entre les micro, petites i mitjanes empreses. Des de la seva creació, en fou el seu president, càrrec per al qual fou reelegit successivament. Entre d'altres distincions, fou guardonat amb la Creu de Sant Jordi l'any 2019 "per la seva contribució a l'enfortiment del teixit empresarial català". El 2 de febrer de 2021, un any abans que acabés el mandat, anuncià que renunciava al càrrec amb caràcter «immediat i irremeiable», després de prendre la decisió de forma «meditada», i passava el relleu a Antoni Cañete, fins llavors secretari general de la patronal.
Actualment és president de la Fundació PIMEC, càrrec que ocupa des de l'any 2018. Durant l'Assemblea General de PIMEC celebrada el 27 d'abril de 2021, fou distingit president d'honor de PIMEC. A més, González es president d'honor de Conpymes i ha estat vicepresident d'SME United, la patronal europea de les pimes, durant 8 anys